# 普莱瑟维尔 (加利福尼亚州)
普莱瑟维尔（英語：Placerville），是美国加利福尼亚州埃尔多拉多县的縣城。建市于1854年5月13日，面积大约为5.81平方英里（15平方公里）。根据2010年美国人口普查，该市有人口10,389人。